# Tidelag

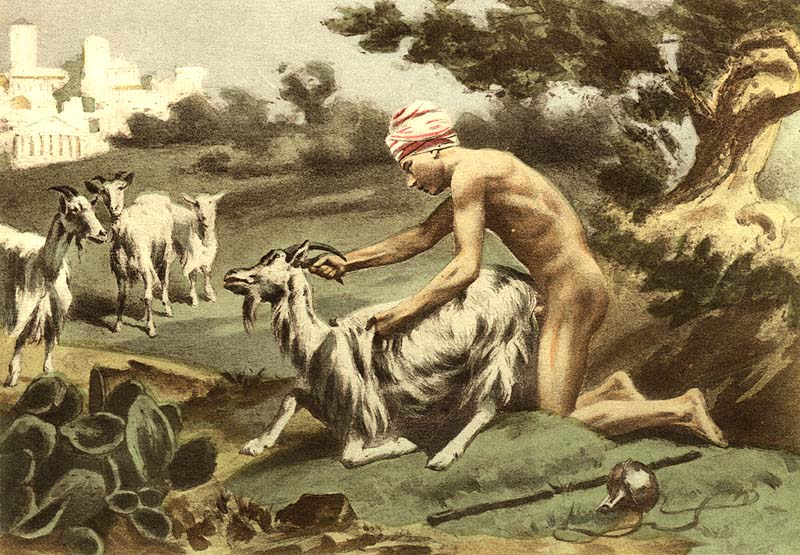
En grek från antiken utnyttjar en get sexuellt; bild XVII från De Figuris Veneris av F. K. Forberg med illustration av Paul Avril.

Tidelag är könsumgänge mellan människa och djur oavsett de inblandades läggning och har i Sverige varit en juridisk term tillhörande otukt. Zoofili, som innefattar önskan om sexuellt umgänge med djur, räknas till de parafila läggningarna.

## Etymologi
Ordet "tidelag" (i fornsvenska þȳþilagh, þȳþalagh, þȳþolagh) är en sammansättning av fornsvenska þȳdhas, "ha (köns-)umgänge med" (av samma verb þȳdha härstammar också "ty sig till någon"; jämför fornnordiska þýða, "hålla sig till någon", þýða, "vänlighet") och "lag" i betydelsen "det att ligga, umgänge" (jämför "samlag", "arbetslag"). Ordet betydde alltså ursprungligen vilket som helst könsumgänge, men på grund av den i medeltida lagar återkommande förbindelsen hava þȳþilagh mæþ fǣ har betydelsen snävts in. Redan i senare fornsvenska ombildades ordet efter verbet tīdhas "para sig, vara i brunst", därav vokalen i i stället för det ursprungliga y.
Termen "bestialitet" syftar på djurisk råhet eller brutalitet, men används ibland felaktigt om könsumgänge med djur, vilket sannolikt är relaterat till att den engelska termen för tidelag är bestiality.

## Gärningen
Tidelag är känt sedan antikens Grekland, där till exempel Pasifaës tidelag resulterade i födelsen av monstret Minotauros. Att tidelag kunde resultera i avkomma förekommer även i den nordiska mytologin, där hamnbytaren Loke föder fram Sleipner. Under den mosaiska lagens inflytande belades tidelag (jämför sedlighetsbrott) med dödsstraff i Sverige, liksom i större delen av den kristna världen.

## Juridik
I Sverige kvarstod dödsstraffet för tidelag till 1864, men gärningen legaliserades 1944. Motiveringen var att en explicit kriminalisering snarast kunde uppmuntra till handlingen och att det därför var bättre att påföljd utdömdes inom ramen för lagstiftning mot djurplågeri.

### Sverige
Tidelag betraktades under längre tid som ett så allvarligt brott att påföljden före 1644 stundtals var att dömas till att levande brännas på bål tillsammans med djuret. Per Jönsson i Matarinki by, död 21 januari 1609, dömdes att brännas levande på bål för tidelag med kyrkoherden Hindriks ko "efter vår nådige konungs brev och befallning". Domen fälldes vid tinget i Övertorneå tingslag den 22 juli 1608 och gav också utslaget "kvick i jord" som alternativ. Per Jönsson var änkling runt 60 år gammal och bödeln lejd från Österbotten. Fallet visar hur allvarligt man såg på detta brott och vilka straff som ännu i början av 1600-talet kunde utmätas. Detta är det enda bevarade dokument från Norrbotten där dessa avrättningsmetoder åberopas i samma handling.
Efter 1644 reviderade Svea hovrätt slutligen i princip alla häradsdomar till halshuggning; ett plågsamt dödsstraff skulle försätta delikventen i förtvivlan och denne skulle därmed förlora chansen till salighet. Det lär ha varit många som vallade boskap som dömdes för detta brott och under 1600-talet var tidelagsdomarna på sina håll så många att det så småningom kom en förordning att endast kvinnor och äldre människor skulle få tjänstgöra som vallhjon och få vistas ensamma med kreatur. 
I en skånsk dom från 1720 framgår att både en vallpojke, Jöns Håkansson, och en kviga skulle avrättas och brännas: "Altså pröfwar Kongl. Hof Rättten rättwist Tings Rättens affattade utslag gilla; Så at Jöns Håkansson skall för thenna sin grofwa missgärning sig sielf till wälförtient straf och androm till wahrnagel enligt X Cap. 1 § Missg: Blkn mista Lif sitt Halshuggas och i båle brännas; Börandes jämwäl qwigan dödas och brännas. JönKiöping d 11 Octobr 1740." På domen finns följande påskrift: "Föregående Höglofl. Kongl. Hofrättens utslag är idag, som är d 23 Decembr i anseende till uppå bedrefne grofwe missgärningen, tidelag synden således afstraffad, och wärckstäld, att qwigan är dödad och i båhle bränd, som betygas. Annelöf d 23 Decembr 1740." Annelöf d 23 Decembr 1740.
I 1734 års lag stadgades: ”Hvar som hafver tidelag med fä, eller andra oskiäliga djur, then skal halshuggas, och i båle brännas, varde ock samma diur tillika dödadt och brändt.” Fler människor dömdes till döden för tidelag än för häxeri. Omkring 600 svenskar avrättades under 1600- och 1700-talen,  den sista år 1778.
Från 1864 fram till 1944 reglerades tidelag i strafflagen, och bestraffades vanligtvis med straffarbete i högst två år. Under den del av modern tid som tidelag var kriminaliserat dömdes omkring tjugo personer årligen. Samtliga var män; de flesta var 15–21 år gamla och kom från landsbygden.
När homosexualitet avkriminaliserade i Sverige år 1944 legaliserades även tidelag, som låg under samma paragraf. Ej heller pornografi som avbildar tidelag är kriminaliserad. Dock faller handlingar av människor där djur utsätts för smärta eller tvång under bestämmelserna mot djurplågeri, och är brottsliga på denna grund i Sverige.
Det pågick en debatt, i framför allt djurskyddskretsar och bland veterinärer, om att kriminalisera tidelag igen. Gustav Fridolin från Miljöpartiet lade 2002 fram ett förslag om förbud mot tidelag. Detta röstades ner, men ett nytt förslag lades av regeringen Reinfeldt sommaren 2013. Tidelag, otukt med djur, är från och med 1 april 2014 åter straffbart enligt svensk lag. Förbudet är infört i kap 2. 10 § djurskyddslagen med påföljdsbestämmelse i kap 10. 2 § samma lag. Till ansvar enligt denna lagstiftning döms det inte om gärningen är belagd med samma eller strängare straff i brottsbalken.
Den 6 augusti 2015 beslutade Liberala Ungdomsförbundet  med knapp majoritet vid sin kongress att förorda att det ska bli lagligt att ha sex med djur, förutsatt att djuret i fråga inte skadas. Motiveringen var "Bedömningen har efter årets kongress gjorts att djurskyddslagen på ett fullgott sätt skyddar djur som far illa och att en särskild lag om tidelag är överflödig."